# Тайлер Андерсон (бейсболіст)
Тайлер Джон Андерсон (англ. Tyler John Anderson; нар. 30 грудня 1989) — американський професійний бейсболіст, пітчер. Він грав у Major League Baseball (MLB) за «Колорадо Рокіс» та «Сан-Франциско Джаєнтс». Також грав у бейсбольній команді в університету штату Орегон. Дебютував у MLB у 2016 році. «Колорадо Рокіс» відібрали Андерсона в першому турі драфту MLB 2011 року, і він отримав бонус за підпис у розмірі 1,4 мільйона доларів.